# John Tanton
John Tanton, né le 23 février 1934 à Détroit et mort le 16 juillet 2019 à Petoskey (Michigan), est un militant anti-immigration et écologiste conservationniste américain.
Fondateur de la Federation for American Immigration Reform (en) (FAIR) et du Center for Immigration Studies, il promeut l'eugénisme et l'idée d'une surpopulation. Il tient également des positions racistes et entretient des liens avec l'extrême droite.
Plusieurs journalistes estiment qu'il a eu un impact significatif sur la politique d'immigration de l'administration Trump.

## Biographie
John Hamilton Tanton naît à Détroit le 23 février 1934, fils de John "Jack" Fitzgerald Tanton, immigré canadien, et de Hannah Tanton, née Koch. Il a une soeur, Liz Faupel. Sa famille déménage dans la ferme familiale de sa mère à Sebewaing (Michigan) en 1945. Il y apprend l'agriculture auprès de son père et de son grand-père. Après des études secondaires à Sebewaing, John Tanton étudie la chimie à l'université d'État du Michigan et obtient un diplôme de médecine à l'université du Michigan,,,. Il déménage dans la ville de Petoskey (Michigan) en 1964 et travaille au Burns Clinic Medical Center en tant que chirurgien ophtalmologiste de 1964 à 1998,.
Il se marie en 1958 avec Mary Lou Tanton, née Brown, rencontrée lors de ses études et avec qui il a deux filles, Laura de Olazarra et Jane Thomson. Il a deux petits-enfants,,.
John Tanton fait ses débuts militants en tant qu'écologiste au sein du Sierra Club et de la Ligue des électeurs pour la conservation et établit avec sa femme Mary Lou la première clinique du Planned Parenthood dans le Nord du Michigan. Il préside le chapitre du Planned Parenthood dans le Nord du Michigan de 1965 à 1971,. Il préside ensuite Zero Population Growth (ZPG) de 1975 à 1977, position qu'il utilise afin de faire valoir la restriction de l'immigration comme moyen de régulation des naissances.
En 1979, il fonde avec d'autres membres du Sierra Club la Federation for American Immigration Reform (en) (FAIR), excroissance du comité de l'immigration de ZPG. Cette scission permet à Tanton de concentrer ses efforts sur la restriction de l'immigration, une cause qui devient la principale préoccupation de son réseau. Tanton s'éloigne ensuite de ZPG pour étendre son réseau d'organisations anti-immigration,. Au début des années 1980, Tanton lance une campagne de publipostage pour recruter des membres et donner à la FAIR une crédibilité auprès des législateurs.
En 1985, il fonde le Center for Immigration Studies. Tanton initie également d'autres organisations anti-immigration telles que l'U.S. English, qui promeut l'anglais comme langue unique aux États-Unis, NumbersUSA (en) et l'Immigration Reform Law Institute, ou le journal The Social Contract,,.
En octobre 1988, des documents internes de la FAIR sont révélés par le journal The Arizona Republic, montrant les préoccupations de Tanton concernant l'impact de l'immigration sur l'économie et l'éducabilité des Hispaniques, ainsi que des prédictions sur une organisation sociale à venir, similaire à l'apartheid, en Californie. Ces révélations conduisent à la démission de Linda Chavez (en), présidente de l'U.S. English, et à la démission de Tanton lui-même de son poste de président pour limiter les dommages politiques pour l'organisation.
Durant les années 1990, le réseau de Tanton dérive d'une alliance basée sur des problèmes non-partisans et liés aux questions environnementales vers une alliance conservatrice idiosyncratique, tandis que ZPG et le Sierra Club abandonnent la cause de la restriction de l'immigration. Les universitaires Sebastian Normandin et Sean A. Valles notent que les écrits dans sa revue The Social Contract montrent un virage partisan du réseau de Tanton, où l'ethnocentrisme se met parfois à dépasser son principal objectif, la restriction de l'immigration. En 1996, Tanton cofonde la Society for Genetic Education (SAGE) avec Robert Klark Graham et Carl Bajema, deux figures de l'eugénisme.
En 2010, la FAIR contribue à la rédaction de l'Arizona SB 1070. La même année, Numbers USA, la FAIR et le Center for Immigration Studies participent au refus du DREAM Act,. En 2011, John Tanton quitte le conseil d'administration de la FAIR.
Atteint de la maladie de Parkinson depuis 2003, il entre en maison de retraite en 2016. Il meurt à Petoskey le 16 juillet 2019 à l'âge de 85 ans,,.

## Positions
Durant les années 1960, Tanton est préoccupé par la question de l'environnement et estime que la croissance démographique et l'immigration pourraient détruire l'environnement. Il s'engage également au sein de la Planned Parenthood, un organisme pro-choix.

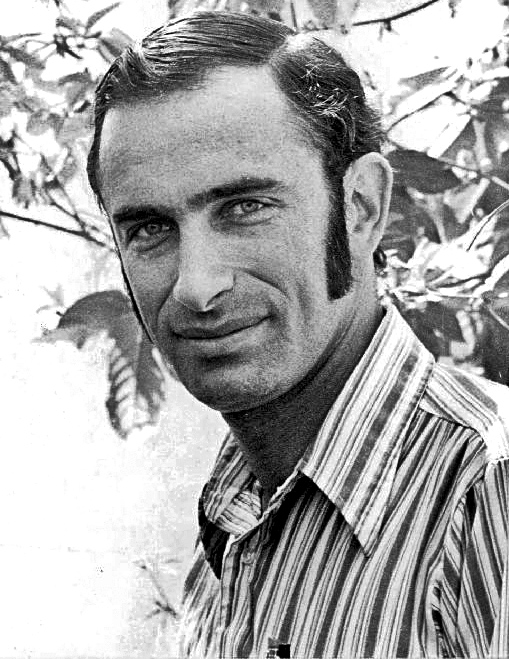
Paul R. Ehrlich, influence de John Tanton.

Influencé par des idées eugénistes et par les travaux de Paul R. Ehrlich sur la surpopulation, il croit au contrôle de l'immigration comme moyen de limiter la surpopulation. Bien que ces idées sur l'immigration aient depuis été discréditées scientifiquement, il continue de les soutenir,. En 1975, John Tanton rédige un manuscrit intitulé The Case for Passive Eugenics, dans lequel il fait une distinction entre « eugénisme actif » et « eugénisme passif ». Promouvant l'« eugénisme passif », il le définit comme « l'utilisation des lois de la nature pour améliorer le profil génétique des enfants au sein d'une famille donnée », contrairement à la méthode active qui consiste à choisir quelles familles sont aptes ou inaptes à la reproduction et à promouvoir ou restreindre leur reproduction en conséquence. Durant les années 1990, tout en continuant à promouvoir l'eugénisme à travers la SAGE, il évite désormais d'utiliser ce terme. Tanton loue le livre de Richard Lynn sur le dysgénisme, Dysgenics: Genetic Deterioration in Modern Populations.
Bien que Tanton adopte initialement une approche centriste et libérale, son discours devient de plus en plus polarisé, intégrant des considérations raciales dans ses arguments contre l'immigration. Ainsi, dans une note de 1986, il se demande ce qui arriverait au pouvoir politique des Blancs dans un pays où ils ne seraient plus majoritaires : « La majorité actuelle cédera-t-elle pacifiquement son pouvoir politique à un groupe simplement plus fécond ? » Au sujet de l'immigration latino-américaine, il dit : « Les migrants latino-américains apporteront-ils avec eux la tradition de la mordida [pot-de-vin], le manque d'implication dans les affaires publiques, etc ?... C'est peut-être la première fois que ceux qui ont le pantalon relevé vont se faire prendre par ceux qui ont le pantalon baissé ! »,.
Durant les années 1990, il exprime des préoccupations concernant la diversité ethnique, affirmant qu'elle « conduit à la division et au conflit ». Il prédit que l'immigration et « le taux de fécondité élevé » des immigrants réduiraient la majorité historique blanche du pays à un statut de minorité dès le début du XXIe siècle. Tanton pense que le passage des Blancs au statut de minorité pourrait entraîner une hostilité accrue envers les Euro-Américains de la part des populations non-blanches, ajoutant que les Blancs auraient « quelque chose de très concret à craindre s'ils devenaient une minorité dans un pays composé de personnes à qui l'on a appris à les haïr et à les craindre ». Pour lui, les Blancs sacrifient leur propre avenir en n'agissant pas davantage pour arrêter l'immigration,. Dans une lettre de 1993 adressée à l'écologue Garrett Hardin, Tanton exprime son souhait de maintenir une majorité ethnique euro-américaine afin que « la société et la culture euro-américaines » persistent. L'historienne Carly Goodman estime que la FAIR (en) alimente le récit d'une « invasion » menaçant l'avenir des États-Unis, ciblant un public blanc en utilisant un langage masqué.
Dans une lettre au New York Times en 2011, Tanton soutient que des alliances limitées avec des partis idéologiquement divers, tels que les nationalistes blancs, sont nécessaires dans le cadre d'une approche pragmatique de la vie politique. Il exprime également dans une lettre à l'organisation United Way of America sa vision d'un débat communautaire rationnel, affirmant que le respect du « contrat social » est crucial pour maintenir la solidarité au sein d'une communauté. Il ambitionne ainsi d'obtenir un soutien bipartisan pour son journal, The Social Contract, et en 1998, un contrat produit lors du transfert de la direction éditoriale de Tanton à Wayne Lutton stipule la nécessité de maintenir un équilibre éditorial entre libéraux et conservateurs, républicains et démocrates.
John Tanton est partisan d'une écologie conservationniste, et du racisme,,. Le politologue John Hultgren associe Tanton à l'« éco-nativisme », tandis que les universitaires Sebastian Normandin et Sean A. Valles l'associent également au nativisme social et à l'éco-communautarisme. Ils le classent également comme conservateur et réactionnaire. Le Michigan Daily le considère nationaliste blanc.

## Influence
Le Southern Poverty Law Center qualifie John Tanton de « marionnettiste » du « lobby nativiste » et comme « l'architecte raciste du mouvement anti-immigration moderne ». Selon le New York Times, malgré son ambition d'influencer le centre du spectre politique, ses idées trouvent surtout écho au sein du Parti républicain. Plusieurs journalistes estiment qu'il a contribué à façonner les politiques d'immigration de l'administration Trump,,, notamment via Stephen Miller.

## Soutiens
Il reçoit le soutien de Paul R. Ehrlich, qui loue la FAIR (en) dans sa publication anti-immigrés The Golden Door.
Le groupe d'extrême droite Pioneer Fund (en) finance la FAIR à la hauteur de 1,2 million de dollars entre 1985 et 1994. La FAIR s'appuie également sur le financement de Cordelia Scaife May (en), héritière de la famille Mellon (en),.
Garrett Hardin est un allié proche de John Tanton dans son militantisme anti-immigration. Membre du conseil d'administration de la FAIR et contributeur fréquent au périodique de Tanton, The Social Contract, Hardin partage ses idées sur la surpopulation et les conséquences écologiques des migrations. Tanton, lui, est cofondateur de la Garrett Hardin Society et a siégé à l'Environmental Fund, que Hardin a géré. Hardin influence les activités de ZPG, de la FAIR et d'autres projets nativistes du réseau de Tanton en promouvant la notion de capacité porteuse.

## Relations avec l'extrême droite
Selon Mother Jones, il est « devenu un héros pour les nationalistes blancs ».
Tanton publie des penseurs promouvant des idées racistes et extrémistes, notamment le théoricien nationaliste blanc Sam T. Francis, Peter Brimelow (fondateur du site Internet d'extrême droite VDARE), et Jared Taylor d'American Renaissance. Il publie également une édition en anglais du roman raciste français Le Camp des saints, qui dépeint une Europe blanche assiégée par une armada de réfugiés non-blancs. 
Tanton correspond avec Sam G. Dickson, avocat du Ku Klux Klan en Géorgie et membre du conseil d'administration de la Barnes Review, un magazine faisant la négation de la Shoah. Il correspond également avec Kevin B. MacDonald, et avec Harry Weyher, avocat et ancien président du Pioneer Fund (en), une organisation eugéniste et raciste, avec qui il s'entretient au sujet de questions raciales.

## Archives
John Tanton fait don de documents personnels à l'archive de l'université du Michigan en 2007. Les documents comprennent des correspondances, des enregistrements d'interactions avec des groupes anti-immigration et des dossiers financiers. Une moitié de ses archives est accessible au public, tandis que 11 boîtes de documents sont scellées jusqu'en 2035 selon sa demande.
En 2017, l'avocat spécialisé en immigration Hassan Ahmad intente un procès contre l'université pour obtenir l'accès à ces documents scellés, affirmant qu'ils devraient être accessibles au public car ils ont été donnés à une institution publique. Ahmad estime que ces documents sont essentiels pour comprendre l'influence de Tanton sur les politiques anti-immigration actuelles. Le directeur des archives de l'université s'y oppose, soutenant que le scellage de documents est courant et important pour certains donateurs privés,.
En juin 2019, une décision de justice ordonne la divulgation des archives. L'université du Michigan conteste la décision.